# 第九屆立法院

解散前的席次分布

第9屆立法院是中華民國行憲後的第九屆立法院，該屆立法委員任期自2016年2月1日至2020年1月31日，由中華民國自由地區選舉產生。本屆立法院是首個由民主進步黨佔絕對多數的屆次，也是自行憲以來首次選出非中國國民黨籍的國會議長。本屆立法院在院長蘇嘉全的主導下宣示建立「開放國會」，包括開放公民記者採訪、公開黨團協商過程，以及設立國會頻道等透明化措施。

## 席次概況
| 顏色   | 政黨名稱     | 當選時席次 | 解散時席次 | 席次變化 | 備註                         |
| ------ | ------------ | ---------- | ---------- | -------- | ---------------------------- |
|        | 民主進步黨   | 68         | 68         | -        |                              |
|        | 中國國民黨   | 35         | 35         | -        |                              |
|        | 時代力量     | 5          | 3          | ▼2       | 林昶佐及洪慈庸於2019年退黨。 |
|        | 親民黨       | 3          | 3          | -        |                              |
|        | 無黨團結聯盟 | 1          | 1          | -        | 加入親民黨黨團運作。         |
|        | 無黨籍       | 1          | 3          | ▲2       |                              |
| 總席次 | 總席次       | 113        | 113        | -        |                              |

註：粗體字者為執政黨。

## 通過法案
第9屆立法院通過制定了以下主要法案：
- 《前瞻基礎建設特別條例》
- 《政黨及其附隨組織不當取得財產處理條例》
- 《促進轉型正義條例》
- 《金融科技發展與創新實驗條例》
- 《國家語言發展法》
- 《國際刑事司法互助法》
- 《國家人權博物館組織法》
- 《政黨法》
- 《政治檔案條例》
- 《商業事件審理法》
- 《司法院釋字第七四八號解釋施行法》
- 《勞動事件法》
- 《文化基本法》
- 《監察院國家人權委員會組織法》
- 《反渗透法》

除此之外，本屆立法院另通過以下重要法案的修正、廢止以及國際條約的審查：
- 《法院組織法》：廢除最高法院檢察署特別偵查組的設置、全國檢察署正名、以及廢除判例、決議制度，並新設刑事、民事及行政大法庭。
- 《勞動基準法》：「一例一休」政策相關修正。
- 《國民體育法》：配合體育改革政策，新增強制公開財務報表、禁止家族壟斷等條款。
- 《高級中等教育法》：新增中小學課程審議會學生代表的設置。
- 《公司法》：廢除外國公司認許制、放寬發行公司債與特別股等。
- 《蒙藏委員會組織法》：廢止該法，並廢除蒙藏委員會的設置。
- 《組織犯罪防制條例》：擴大組織犯罪的認定。
- 《地方制度法》：地方議會改採記名投票制。
- 《刑事訴訟法》：增加偵查中羈押審查閱卷規定、被害人訴訟參與機制等。
- 《民法》：增訂意定監護制度、刪除花柳病及成為殘廢之解除婚約事由等。
- 《專利法》：延長各項專利權期限。
- 《智慧財產及商業法院組織法》：將商業訴訟與智慧財產案件合併，「智慧財產法院」改制為「智慧財產及商業法院」。
- 《臺巴經濟合作協定》：予以通過，於2017年正式通知巴拉圭並生效。
- 《臺波刑事司法合作協定》：予以通過，於2021年正式生效。
- 《中華民國刑法》：擴大處罰《外患罪》（納入共諜）、新增「凌虐」定義以及修正《不能安全駕駛罪》等。
- 《公職人員選舉罷免法》：刪除罢免不得宣傳規定、罷免成案門檻降低為「選舉人總數的0.2%以上連署」，以及通過門檻下修為「同意票超過選舉人總數的25%」等。
- 《公民投票法》：廢除公民投票審議委員會的設置、下修公投年齡至18歲。
- 《國家賠償法》：增加公務員無過失的國家賠償限制。
- 《憲法訴訟法》：原《司法院大法官審理案件法》修正而來，廢除大法官解釋制度而改以憲法法庭裁判取代之。
- 《國家安全法》：擴大處罰網路間諜行為。
- 《國家機密保護法》：延長涉及國安的前政務人員出境報備核可年限、剝奪參加中共政治慶典之退休將領或政務官的退休俸等。
- 《臺灣地區與大陸地區人民關係條例》：增加簽署兩岸政治協議需經立法院同意及公民投票通過的「雙審議」門檻限制。

## 立法委員

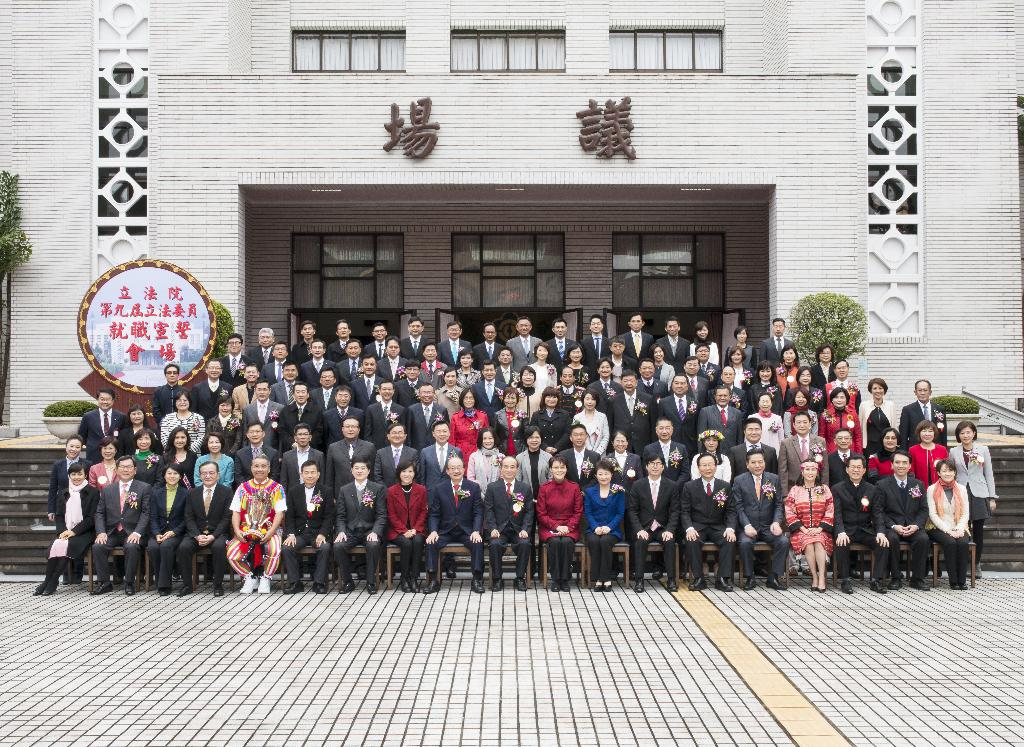
第9屆立法委員合照

## 補選
- 2019年臺北市第二選舉區立法委員缺額補選：原立委姚文智（ 民主進步黨）因參選臺北市市長而辭職，由何志偉（ 民主進步黨）當選遞補。
- 2019年臺中市第五選舉區立法委員缺額補選：原立委盧秀燕（ 中國國民黨）因參選臺中市市長而辭職，由沈智慧（ 中國國民黨）當選遞補。
- 2019年彰化縣第一選舉區立法委員缺額補選：原立委王惠美（ 中國國民黨）因當選彰化縣縣長依法辭職，由柯呈枋（ 中國國民黨）當選遞補。
- 2019年臺南市第二選舉區立法委員缺額補選：原立委黃偉哲（ 民主進步黨）因當選臺南市市長依法辭職，由郭國文（ 民主進步黨）當選遞補。
- 2019年金門縣選舉區立法委員缺額補選：原立委楊鎮浯（ 中國國民黨）因當選金門縣縣長依法辭職，由陳玉珍（無黨籍）當選遞補。
- 2019年新北市第三選舉區立法委員缺額補選：原立委高志鵬（ 民主進步黨）因收賄案遭判褫奪公權確定而喪失立委資格，由余天（ 民主進步黨）當選遞補。

## 另見
- 立法院
- 议会
- 2016年中華民國立法委員選舉
- 蔡英文政府

| 前任： 第八屆立法院 | 行憲以後的立法院 2016年2月1日－2020年1月31日 | 繼任： 第十屆立法院 |